# Amphisbaena bedai
Amphisbaena bedai är en ödleart som beskrevs av  Paulo Emilio Vanzolini 1991. Amphisbaena bedai ingår i släktet Amphisbaena och familjen Amphisbaenidae. Inga underarter finns listade.
Arten förekommer i södra Brasilien i delstaten Mato Grosso do Sul. Honor lägger ägg.